# ジェファーソン・ストリート・グラウンズ
ジェファーソン・ストリート・グラウンズ（英：Jefferson Street Grounds）は、アメリカのペンシルベニア州フィラデルフィアにかつて存在した野球場。19世紀にフィラデルフィアを本拠地とするいくつものプロ球団がホームグラウンドとして使用した。ナショナルリーグ最初のゲームが行われた球場でもある。

## 歴史
フィラデルフィアで最初に作られた本格的な野球場で、5,000人を収容できた。外野の後にはプールが備わっていたそうである。
球場開設前から活動していたアスレチック・ベースボール・クラブが、1871年にナショナル･アソシエーションに加盟してこの球場を使い始め、1873年からはフィラデルフィア2つ目のプロ野球チームである、フィラデルフィア・ホワイトストッキングスもこの球場を本拠地とした。フィールドはよく整備され、「ビリヤードのテーブル」に例えられるほどだったという。
アスレチックスは1876年にナショナルリーグに加盟し、1876年4月22日にこの球場でナショナルリーグ最初の試合が行われた。元々当日は他の球場でも試合を予定していたのだが全て雨で中止になり、唯一行われたフィラデルフィアの試合が結果として『開幕戦』の栄誉を得た形になった。
1876年シーズン終了時に、前述のアスレチックスはナショナルリーグを除名されてしまったため、この球場でのプロ野球の試合はしばらく行われなかった。6年後の1883年に、前述とは別のアスレチックス（1882年に創設）がこの球場を使うようになり、プロ球団の本拠地としてはその後1891年まで使用された。1871年から1891年の間に、この球場はそれまでフィラデルフィアにあった4つのプロ野球チームが本拠地としたが、そのうちの3つが「アスレチックス」を名乗ってプレーしたことになる(何れも現在のオークランド・アスレチックスとは無関係)。現在はダニエル・ブーン・パブリックスクールの敷地になっている。

## 本拠地としたチーム
- アスレチック・ベースボール・クラブ（1871年～1876年）
- フィラデルフィア・ホワイトストッキングス（1873年～1875年）
- フィラデルフィア・アスレチックス（1883年～1890年）－ アメリカン・アソシエーションで1882年～1890年に活動した球団
- フィラデルフィア・アスレチックス（1891年）－ プレイヤーズ・リーグとアメリカン･アソシエーションで2年間活動した球団

## 主要な出来事
- 1871年5月15日：開場
- 1871年6月3日：ナショナル･アソシエーション最初の試合（フィラデルフィア 15-5 トロイ）
- 1873年：フィラデルフィアの2球団（アスレチックス、ホワイトストッキングス）が本拠地として使い始める
- 1876年4月22日：ナショナルリーグ最初の試合（フィラデルフィア 5-6 ボストン）
- 1891年10月5日：この球場での最後の試合が行われた